# Creoleon nubifer
Creoleon nubifer är en insektsart som först beskrevs av Hermann Julius Kolbe 1897.  Creoleon nubifer ingår i släktet Creoleon och familjen myrlejonsländor. Inga underarter finns listade i Catalogue of Life.